# Evangelische Kirche (Königsbach)

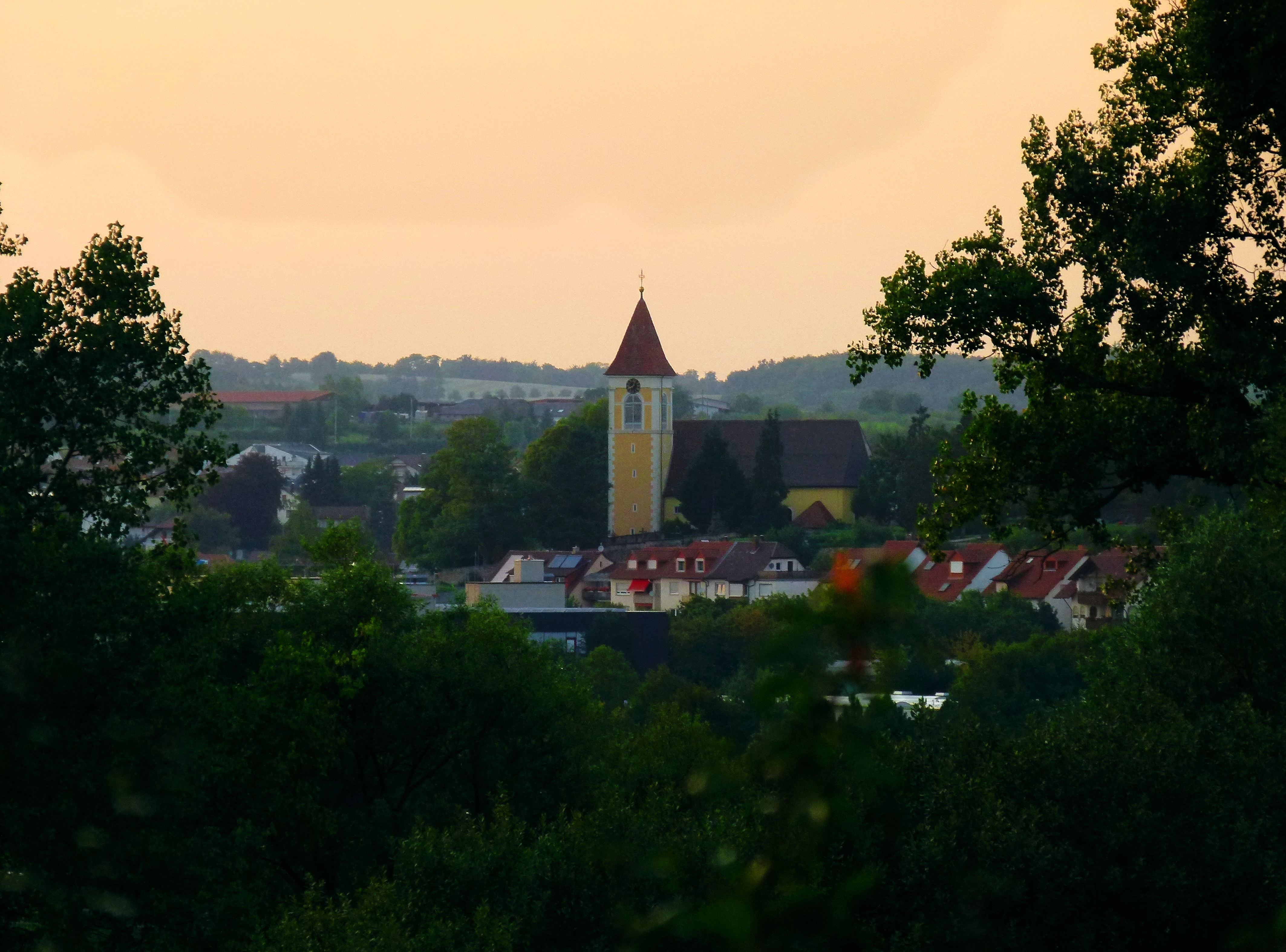
Evangelische Kirche in Königsbach

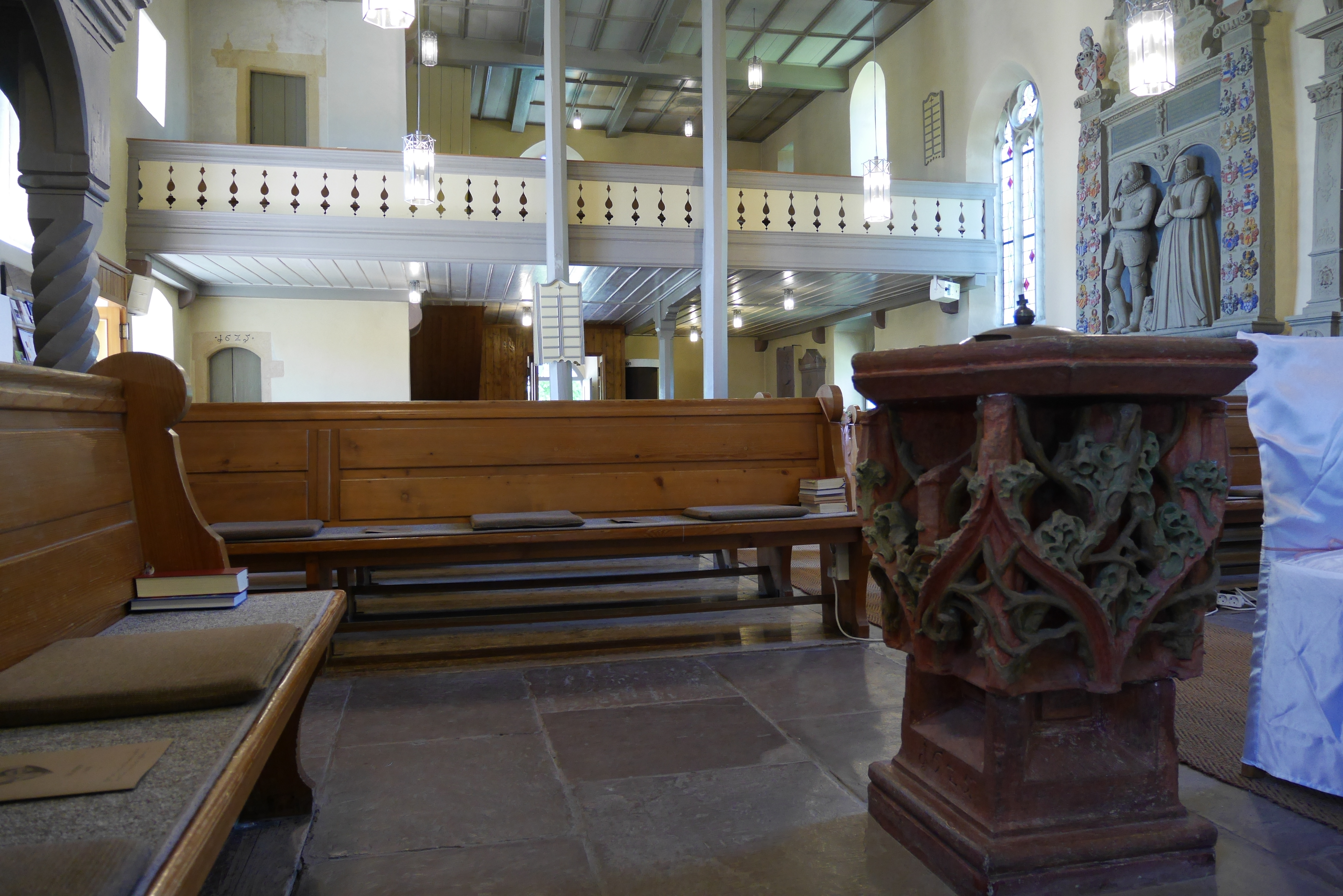
Innenansicht

Die Evangelische Kirche steht in Königsbach, einem Ortsteil der Gemeinde Königsbach-Stein im Enzkreis in Baden-Württemberg. Das Bauwerk ist beim Landesamt für Denkmalpflege Baden-Württemberg als Baudenkmal eingetragen. Die Kirchengemeinde gehört zum Kirchenbezirk Badischer Enzkreis der Evangelischen Landeskirche in Baden.

## Beschreibung
Die nach einem Brand zerstörte Saalkirche wurde 1625/26 wieder hergestellt. Sie besteht aus einem Langhaus, einem dreiseitig geschlossenen, Ende des 15. Jahrhunderts gebauten Chor im Osten, an dessen Südwand die Sakristei angebaut ist, und einem in die Südwestecke des Langhauses eingestellten, frühgotischen Kirchturm. Der ursprünglich zu einer Wehrkirche gehörende Turm wurde 1782 erneuert und beherbergt im obersten Geschoss die Turmuhr und den Glockenstuhl.
Der Innenraum des Langhauses ist mit einer Holzbalkendecke überspannt, der des Chors mit einem Spiegelgewölbe. Im 19. Jahrhundert wurden Emporen eingebaut. Die 1889 von der H. Voit & Söhne gebaute Orgel ist nicht mehr vorhanden.